# Scleria sprucei
Scleria sprucei är en halvgräsart som beskrevs av Charles Baron Clarke. Scleria sprucei ingår i släktet Scleria och familjen halvgräs. Inga underarter finns listade i Catalogue of Life.